# Verila Glacier
Verila Glacier är en glaciär i Antarktis. Den ligger i Sydshetlandsöarna. Argentina, Chile och Storbritannien gör anspråk på området. Verila Glacier ligger 189 meter över havet.
Terrängen runt Verila Glacier är huvudsakligen kuperad, men söderut är den platt. Havet är nära Verila Glacier söderut. Trakten är glest befolkad. Närmaste befolkade plats är St. Kliment Ohridski Base, 17,5 kilometer öster om Verila Glacier. 